# Бугаєв Микола Васильович
Микола Бугаєв (*14 вересня 1837, Душеті — †29 травня 1903, Москва) — російський математик і філософ. Батько поета Андрія Бєлого.

## Біографія
Микола Бугаєв народився в Тифліській губернії Російської імперії у родині військового лікаря кавказьких військ. У 1847 році був відправлений батьком до Москви навчатись у Першій московській гімназії. Уже з четвертого класа нічого не отримував із дому, заробляючи на прожиття виключно уроками; заклад скінчив із золотою медаллю.

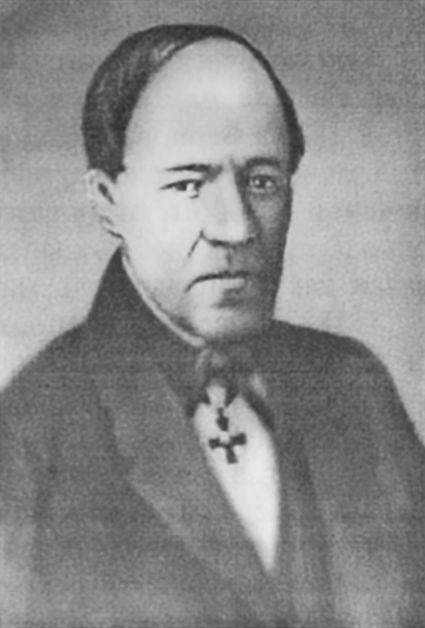
М. Є. Зернов

1855 року вступив на фізико-математичний факультет Московського університету. Серед викладачів Бугаєва були професори Микола Єфимович Зернов (1804—1862), Микола Дмитрович Брашман (1796—1866).
1859 року, після закінчення університетського курсу, Бугаєву було запропоновано залишитися при Університеті задля готування до професури, але він відмовився, обравши кар'єру військовика — унтер-офіцера гренадерського саперного батальйону. Рівночасно був прийнятий екстерном до Миколаївського інженерного училища в Петербурзі. 1860 року, склавши іспити, Бугаєв дістав звання військового інженер-прапорщика.